# Kuurne-Bruxelles-Kuurne 2005
La Kuurne-Bruxelles-Kuurne 2005, cinquantanovesima edizione della corsa, valida come prova dell'UCI Europe Tour 2005, fu disputata il 27 febbraio 2005 per un percorso di 190 km. Fu vinta dallo statunitense George Hincapie, al traguardo in 4h42'00" alla media di 40,426 km/h.
Dei 190 ciclisti partiti a Kuurne furono 32 a portare a termine il percorso.

## Ordine d'arrivo (Top 10)
| Pos. | Corridore        | Squadra         | Tempo    |
| ---- | ---------------- | --------------- | -------- |
| 1    | George Hincapie  | Discovery Ch.   | 4h42'00" |
| 2    | Kevin Van Impe   | Ch. Jacques     | a 1"     |
| 3    | Bert Roesems     | Davitamon       | a 14"    |
| 4    | Niko Eeckhout    | Ch. Jacques     | a 28"    |
| 5    | Aart Vierhouten  | Davitamon       | s.t.     |
| 6    | Roy Sentjens     | Rabobank        | s.t.     |
| 7    | Hayden Roulston  | Discovery Ch.   | a 30"    |
| 8    | Serge Baguet     | Davitamon       | a 39"    |
| 9    | Dmitrij Murav'ëv | Crédit Agricole | a 44"    |
| 10   | Andreas Klier    | T-Mobile        | a 45"    |